# Modestas Bukauskas
Modestas Bukauskas (ur. 10 lutego 1994 w Kłajpedzie) – litewsko-angielski zawodnik mieszanych sztuk walki (MMA) wagi półciężkiej, rywalizujący w Ultimate Fighting Championship (UFC). Były podwójny mistrz wagi półciężkiej organizacji Cage Warriors.

## Kariera MMA

### Wczesna kariera
Bukauskas, czterokrotny mistrz Wielkiej Brytanii w kickboxingu, ustanowił rekord 10-2 na brytyjskiej scenie MMA, walcząc głównie w Cage Warriors, gdzie zdobył mistrzostwo wagi półciężkiej, pokonując 7-krotnego norweskiego mistrza w zapasach Marthina Nielsena w czwartej rundzie na Cage Warriors 106. Następnie bronił swojego tytułu na Cage Warriors 111 przeciwko Riccardo Nosiglia, którego znokautował w pierwszej rundzie łokciami.

### UFC
W swoim debiucie dla amerykańskiego giganta miał zmierzyć się z Viniciusem Moreirą na UFC on ESPN: Kattar vs. Ige w dniu 16 lipca 2020. 3 lipca Moreira uzyskał pozytywny wynik testu na obecność COVID-19 i został usunięty z wydarzenia. Brazylijczyka zastąpił Andreas Michailidis. Bukauskas w ostatnich sekundach rundy pierwszej technicznie znokautował go mocnymi łokciami, po których Grek nie mógł wstać. Stał się tym samym pierwszym Litwinem, który wygrał w UFC. To zwycięstwo zapewniło mu pierwszy bonus za występ wieczoru.
18 października 2020 na UFC Fight Night: Ortega vs. The Korean Zombie zmierzył się z Jimmym Crute. Przegrał walkę przez nokaut w pierwszej rundzie.
27 marca 2021 na gali UFC 260 zawalczył z Michałem Oleksiejczukiem. Przegrał niejednogłośną decyzją sędziów, którzy punktowali (2 x 29-28, 28-29) dla rywala.
4 września 2021 roku na UFC Fight Night 191 zmierzył się z Khalilem Rountree Jr. Przegrał walkę przez nokaut techniczny w drugiej rundzie po otrzymaniu mocnego kopnięcia.
20 października 2021 roku ogłoszono, że po serii trzech porażek został zwolniony z UFC.

### Dalsze walki w Cage Warriors i ponowne zdobycie pasa
W swoim pierwszym występie po zwolnieniu z UFC powrócił do Cage Warriors po rocznej przerwie spowodowanej operacją kolana. 4 listopada 2022 roku na wydarzeniu Cage Warriors 145 pokonał Lee Chadwicka jednogłośną decyzją.
Już w następnym miesiącu na gali Cage Warriors 148 odzyskał mistrzostwo Cage Warriors wagi półciężkiej, kiedy to 31 grudnia znokautował Chucka Campbella w czwartej odsłonie.

### Powrót do UFC
Niecałe dwa miesiące później powrócił do UFC, gdzie wszedł na zastępstwo za Zhanga Mingyanga i zmierzył się z Tysonem Pedro na gali UFC 284 w Perth. Zwyciężył jednogłośną decyzją sędziów (30-27, 29-28, 29-28).
17 czerwca 2023 na UFC on ESPN 47 doszło do jego walki z Zacem Paugą. Bliskie starcie ostatecznie wygrał jednogłośną, kontrowersyjną decyzją sędziów. 11 z 13 przedstawicieli mediów punktowało walkę na korzyść Paugi.
Podczas gali UFC Fight Night 231 w dniu 4 listopada 2023 Bukauskas zmierzył się z niepokonanym wówczas Vitorem Petrino. W drugiej rundzie został znokautowany ciosem lewym sierpowym.
27 lipca 2024 na UFC 304 w Manchesterze zmierzył się z Marcinem Prachnio. W trzeciej rundzie dopiął duszenie trójkątne rękoma, które po chwili Polak odklepał.
22 lutego następnego roku na gali UFC Fight Night: Cejudo vs. Song w Seattle skrzyżował rękawice z Raffaelemm Cerqueirą. W pierwszej rundzie znokautował rywala kombinacją ciosów.
Niecałe trzy miesiące później, na gali UFC 315 w kanadyjskim Montrealu stoczył walkę z Ionem Cutelabą. Zwyciężył przez niejednogłośną decyzję sędziów.

## Osiągnięcia

### Mieszane sztuki walki
- FightStar Championship
  - 2018: Mistrz FSC w wadze półciężkiej

- Cage Warriors
  - 2019-2020:  Mistrz Cage Warriors w wadze półciężkiej
  - 2022: Mistrz Cage Warriors w wadze półciężkiej

## Lista zawodowych walk w MMA
| Wynik     | Bilans | Przeciwnik (bilans przed walką)  | Rozstrzygnięcie                | Runda | Czas | Rozgrywki                                     | Data       | Miejsce    | Uwagi                                                                                                   |
| --------- | ------ | -------------------------------- | ------------------------------ | ----- | ---- | --------------------------------------------- | ---------- | ---------- | --- |
| Wygrana   | 18-6   | Ion Cutelaba (19-10-1. 1 NC)     | Decyzja (niejednogłośna)       | 3     | 5:00 | UFC 315                                       | 10.05.2025 | Montreal   | |
| Wygrana   | 17-6   | Raffael Cerqueira (11-1)         | KO (kombinacja ciosów)         | 1     | 2:12 | UFC Fight Night: Cejudo vs. Song              | 22.02.2025 | Seattle    | |
| Wygrana   | 16-6   | Marcin Prachnio (17-7)           | Poddanie (duszenie zza pleców) | 3     | 3:12 | UFC 304: Edwards vs. Muhammad 2               | 27.07.2024 | Manchester | |
| Przegrana | 15-6   | Vitor Petrino (9-0)              | KO (cios)                      | 2     | 1:03 | UFC Fight Night: Almeida vs. Lewis            | 04.11.2023 | São Paulo  | |
| Wygrana   | 15-5   | Zac Pauga (6-1)                  | Decyzja (jednogłośna)          | 3     | 5:00 | UFC on ESPN: Vettori vs. Cannonier            | 17.06.2023 | Las Vegas  | |
| Wygrana   | 14-5   | Tyson Pedro (9-3)                | Decyzja (jednogłośna)          | 3     | 5:00 | UFC 284                                       | 12.02.2023 | Perth      | Powrót do UFC.                                                                                          |
| Wygrana   | 13-5   | Chuck Campbell (5-1)             | KO (prawy hak)                 | 4     | 0:22 | Cage Warriors 148                             | 31.12.2022 | Londyn     | Zdobył wakujący pas mistrzowski Cage Warriors w wadze półcieżkiej.                                      |
| Wygrana   | 12-5   | Lee Chadwick (28-16-1)           | Decyzja (jednogłośna)          | 3     | 5:00 | Cage Warriors 145                             | 04.11.2022 | Londyn     | Powrót do Cage Warriors.                                                                                |
| Przegrana | 11-5   | Khalil Rountree Jr. (8-5. 1 NC)  | TKO (niskie kopnięcia)         | 2     | 2:30 | UFC Fight Night: Brunson vs. Till             | 04.09.2021 | Las Vegas  | |
| Przegrana | 11-4   | Michał Oleksiejczuk (14-4. 1 NC) | Decyzja (niejednogłośna)       | 3     | 5:00 | UFC 260                                       | 27.03.2021 | Las Vegas  | |
| Przegrana | 11-3   | Jimmy Crute (11-1)               | TKO (ciosy pięściami)          | 1     | 2:01 | UFC Fight Night: Ortega vs. The Korean Zombie | 18.10.2020 | Abu Zabi   | |
| Wygrana   | 11-2   | Andreas Michailidis (12-3)       | TKO (ciosy łokciami)           | 1     | 5:00 | UFC on ESPN: Kattar vs. Ige                   | 16.07.2020 | Abu Zabi   | Debiut w UFC.                                                                                           |
| Wygrana   | 10-2   | Riccardo Nosiglia (8-1)          | KO (łokcie)                    | 1     | 3:51 | Cage Warriors 111                             | 22.11.2019 | Londyn     | Obronił pas mistrzowski Cage Warriors w wadze półciężkiej.                                              |
| Wygrana   | 9-2    | Marthin Nielsen (5-0)            | TKO (ciosy pięsciami)          | 4     | 3:56 | Cage Warriors 106                             | 29.06.2019 | Londyn     | Zdobył wakujący pas mistrzowski Cage Warriors w wadze półciężkiej.                                      |
| Wygrana   | 8-2    | Marcin Wójcik (11-6)             | TKO (ciosy pięściami)          | 2     | 4:09 | Cage Warriors 102                             | 02.03.2019 | Londyn     | |
| Wygrana   | 7-2    | Dan Konecke (10-14)              | TKO (ciosy pięściami)          | 1     | 2:30 | FightStar Championship 16                     | 15.12.2018 | Londyn     | Zdobył pas mistrzowski FightStar Championship w wadze półciężkiej.                                      |
| Wygrana   | 6-2    | Kristian Lapsley (2-4)           | Poddanie (duszenie zza pleców) | 1     | 2:39 | Cage Warriors 93                              | 28.04.2018 | Göteborg   | |
| Wygrana   | 5-2    | Pelu Adetola (4-6)               | Poddanie (duszenie zza pleców) | 1     | 4:10 | Cage Warriors 92                              | 24.03.2018 | Londyn     | |
| Przegrana | 4-2    | John Redmond (5-11)              | TKO (ciosy pięściami)          | 1     | 1:12 | Cage Warriors 77                              | 08.07.2016 | Londyn     | Pojedynek w kategorii średniej. Debiut w Cage Warriors.                                                 |
| Przegrana | 4-1    | Pavel Doroftei (15-3)            | Poddanie (klucz na stopę)      | 1     | 0:18 | Ultimate Challenge MMA 47                     | 07.05.2016 | Londyn     | Debiut w kategorii półciężkiej. Pojedynek o pas mistrzowski Ultimate Challenge MMA w wadze półciężkiej. |
| Wygrana   | 4-0    | Dave Rintoul (5-10)              | TKO (ciosy pięściami)          | 1     | 4:17 | Too Much Talent: Fight Night 6                | 28.11.2015 | Chertsey   | |
| Wygrana   | 3-0    | Kes Mamba (6-17)                 | TKO (ciosy pięściami)          | 2     | 1:03 | Ultimate Challenge MMA 45                     | 07.11.2015 | Londyn     | |
| Wygrana   | 2-0    | Nelson Lima (0-0)                | TKO (ciosy pięściami)          | 2     | 2:14 | Ultimate Challenge MMA 44                     | 05.09.2015 | Londyn     | |
| Wygrana   | 1-0    | Arvydas Juska (2-0)              | Decyzja (jednogłośna)          | 3     | 5:00 | Ultimate Challenge MMA 43                     | 02.05.2015 | Londyn     | Debiut w zawodowym MMA oraz w wadze średniej.                                                           |